# Julia Bastin
Pour les articles homonymes, voir Bastin.
Julia Bastin, née le 16 juin 1888 à Liège et morte le 26 octobre 1968 à Berchem-Sainte-Agathe est une philologue et traductrice belge, spécialiste de la littérature française du Moyen Âge.

## Biographie

### Formation
De 1920 à 1931, elle perfectionne sa connaissance de l'ancien français et de l'ancien provençal à l'École pratique des hautes études (où elle obtient son diplôme en 1924), puis à la Sorbonne, où elle suit les cours d'Alfred Jeanroy, de Mario Roques, d'Edmond Faral, d'Antoine Thomas et de Jules Gilliéron.
On lui doit la traduction en français du premier roman d'Aldous Huxley, Crome Yellow (publié en 1928 sous le titre Jaune de Crome) ainsi que de son troisième, Those Barren Leaves (Marina di Vezza), en 1932, pour laquelle elle est récompensée par le prix Langlois de l'Académie française.

### Carrière académique
Julia Bastin devient professeur à l'Université libre de Bruxelles en 1931. Elle est chargée de cours de philologie romane et de philologie française du Moyen Âge. Elle sera la première femme à siéger à l'Académie royale de langue et de littérature françaises de Belgique en qualité de philologue (fauteuil no 4), le 19 avril 1947.

## Œuvres

### Travaux académiques
- Les Subtiles Fables d'Ésope, Lyon, C. Dalbanne, 1926.
- Recueils général des Isopets, Paris, H. Champion, 1929-1930.
- Froissart, chroniqueur, romancier et poète, Bruxelles, Office de Publicité, 1942 (rééd. 1948).
- Les Mémoires de Philippe de Commynes, Bruxelles, Office de Publicité, 1944.
- Onze Poèmes concernant la Croisade, par Rutebeuf (avec Edmond Ferrai), Paris, P, Geuthner, 1946. 25 X 16. 146 p.

### Traductions
- Le déclin du Moyen Âge, par Johan Huizinga, préface par Gabriel Hanotaux, traduction par Julia Bastin, Paris, Payot, 1932 (rééd. 1948).
- Marina di Vezza, par Aldous Huxley, traduction par Julia Bastin, Paris, Plon, 1938 (rééd. 1946), prix Langlois de l’Académie française en 1939.